# Doador de elétron
Um doador de elétron é uma espécie química que doa elétrons a outro composto. É um agente redutor que, em virtude de sua doação de elétrons, é ele próprio oxidado no processo.
Os agentes redutores típicos sofrem uma alteração química permanente através da química da reação covalente ou iônica. Isso resulta na transferência completa e irreversível de um ou mais elétrons. Em muitas circunstâncias químicas, contudo, a transferência de carga para um receptor de elétron pode ser apenas fracional, o que significa que um elétron não é completamente transferido, mas resulta numa ressonância eletrônica entre o doador e o receptor. Isto leva à formação de complexos de transferência de carga nos quais os componentes conservam amplamente suas identidades químicas.
O poder de doação de elétrons de uma molécula doadora é medido por sua afinidade eletrônica que é a energia necessária para remover um elétron do mais alto orbital molecular ocupado.
O balanço energético global (ΔE), i.e., energia adquirida ou perdida, numa transferência de doador-receptor de elétrons é determinada pela diferença entre a afinidade eletrônica do receptor (A) e o potencial de ionização (I):
{\displaystyle {\Delta }E=A-I\,}
Em química, a classe de doadores de elétrons que doam não apenas um, mas um conjunto de dois pares de elétrons que formam uma ligação covalente com uma molécula de receptor de elétrons, é conhecida como uma base de Lewis. Este fenômeno dá origem a um vasto campo da química de [acidos e bases de Lewis. As forças condutoras para o comportamento dos doadores e receptores de elétrons em química baseiam-se nos conceitos de eletropositividade (para doadores) e eletronegatividade (receptores) de entidades atômicas ou moleculares.

## Doadores de elétrons em biologia
Em biologia, doadores de elétrons liberam um elétron durante a respiração celular, resultando na liberação de energia. Micro-organismos, tais como bactéria, obtendo energia nos processos de transferência de elétrons. Através de sua maquinaria celular, o micro-organismo coleta a energia para seu uso. O resultado final é que o elétron é doado para um receptor de elétron. Durante este processo (cadeia de transporte de elétron) o doador de elétron é oxidado e o receptor de elétron é reduzido. Hidrocarbonetos do petróleo, menos solventes clorados como cloreto de vinila, matéria orgânica do solo e compostos inorgânicos reduzidos são todos compostos que podem atuar como doadores de elétrons. Essas reações são de interesse não só porque permitem que os organismos obtenham energia, mas também porque estão envolvidos na biodegradação de contaminantes orgânicos. Quando os profissionais de limpeza usam atenuação natural controlada para limpar locais contaminados, a biodegradação é um dos principais processos contribuintes.